# Múscul llis

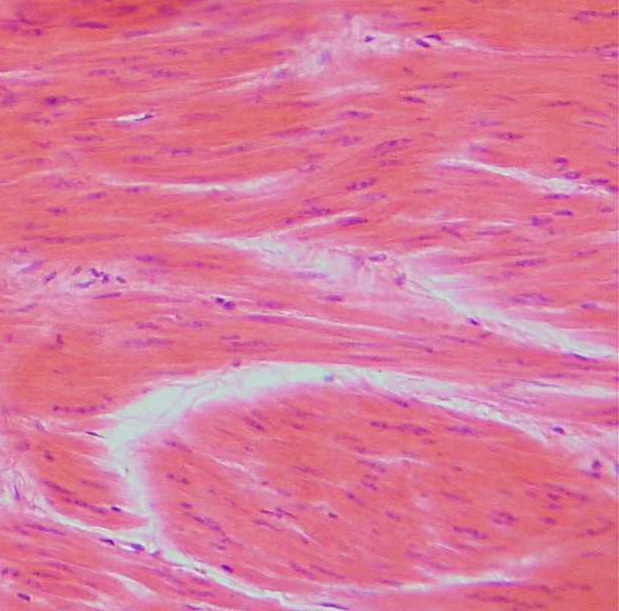
Múscul llis.

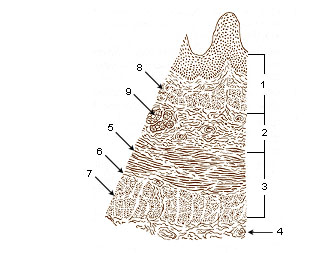
Capes de la paret esofàgica:
1. Mucosa
2. Submucosa
3. Muscularis
4. Adventitia
5. Múscul estriat
6. Estriat i llis
7. Múscul llis
8. Làmina muscularis mucosae
9. Glàndules esofàgiques.

El múscul llis, també conegut com a visceral o involuntari, es compon de cèl·lules en forma de fus. Manquen d'estries transversals encara que mostren lleugerament estries longitudinals. L'estímul per la contracció dels músculs llisos es fa mitjançant el sistema nerviós vegetatiu autònom. El múscul llis es troba als aparells reproductor i excretor, en els vasos sanguinis, en la pell i en òrgans interns.
Hi ha músculs llisos unitaris, que es contrauen ràpidament (no es desencadena inervació), i músculs llisos multiunitaris, en els quals les contraccions depenen de l'estimulació nerviosa. Exemples de músculs llisos unitaris són els de l'úter, urèter, aparell gastrointestinal, etc.; i els músculs llisos multiunitaris són els que es troben a l'iris, membrana nictitant de l'ull, tràquea, etc.
El múscul llis té a més, com en el múscul estriat, les proteïnes actina i miosina. El múscul llis no conté la proteïna troponina; en lloc de calmodulina (que té el paper regulador en el múscul llis), la caldesmona i la calponina són proteïnes significatives expressades dins els músculs llisos.
Aquest tipus de múscul forma la porció contràctil de la paret de diversos òrgans com són el tub digestiu i vasos sanguinis que requereixen una contracció lenta.

## Funció
El múscul llis té per funció ajudar al transport de diverses substàncies dins l'organisme com:
- la sang per part dels músculs llisos dels vasos sanguinis,
- l'aire pel múscul llis dels bronquis,
- de nutrients pel múscul llis del tub digestiu
- de l'orina pel múscul llis dels ronyons, de la vesícula.

## Fonament físics de la contracció del múscul llis
El múscul llis no té la disposició estriada dels filaments d'actina i miosina que es veu en el múscul esquelètic. Les fibres contenen grans quantitats de filaments d'actina que es troben units en el que s'anomena cossos densos. Alguns d'aquests cossos estan units a la membrana cel·lular i entre ells per ponts intracel·lulars de proteïnes. La majoria dels filaments de miosina tenen el que s'anomena ponts creuats amb polaritat lateral, de forma que els ponts d'un costat giren cap a una direcció i els de l'altre ho fan en direcció oposada.